# Abba

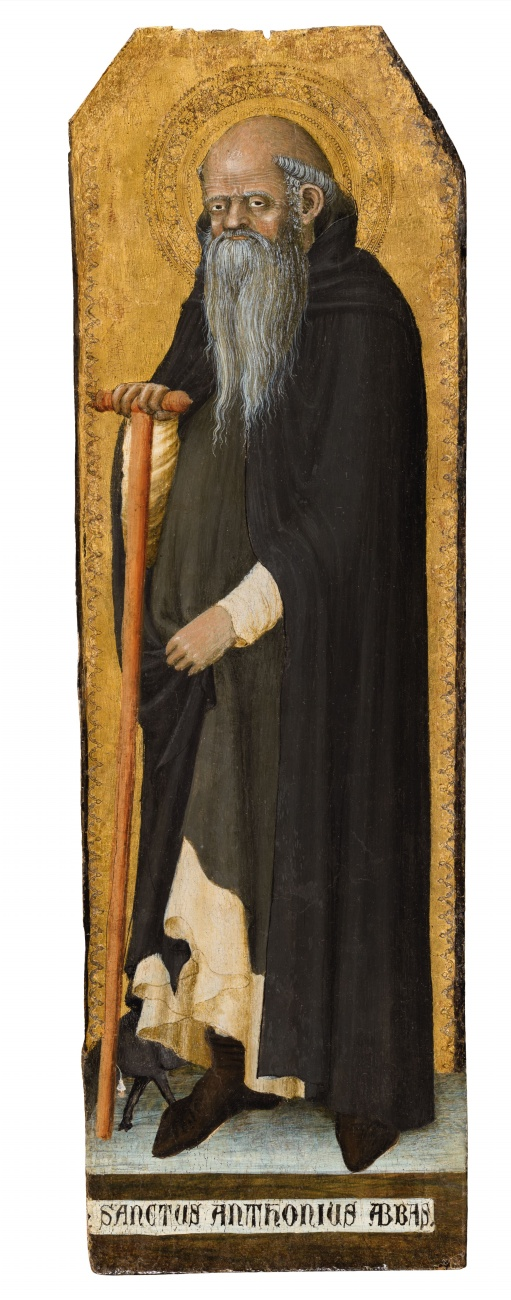
Sanctus Anthonius Abbas, pictură de Matteo Giovanetti (1300-1367).

Abba (אבא) este cuvântul aramaic pentru „tată”, derivat din rădăcina semitică אב (av). În arabă cuvântul este folosit sub forma أبو (abu) în status constructus.
Cuvântul abba a fost adoptat ca atare deopotrivă în greacă (ἀββᾶ), cât și în latina medievală (abbas), cu înțelesul de abate, adică părinte spiritual.
În limba română substantivul abație este un împrumut multiplu din italiană abbazia și din latină abbatia.